# 慟哭ノ雨
「慟哭ノ雨」（どうこくのあめ）は、GRANRODEOの楽曲で、4枚目のシングルである。2007年1月24日に発売。発売元はLantis。
表題曲は、千葉テレビ系アニメ『恋する天使アンジェリーク〜かがやきの明日〜』のオープニング主題歌。何度も歌詞の書き直しを行った楽曲であり、初期段階の歌詞には「慟哭の〜」の単語もなかったと、ボーカルのKISHOWは語っている。
カップリングの「シルエット」というタイトルは、それまでは作詞をしていく過程でその楽曲を象徴する単語を付けることがほとんどだったが、この曲に関しては、上がってきた音源を聞いて、曲の雰囲気から付けたものである。
発売当時はPVは製作されなかったが、「GR-VW01 〜GRANRODEO VISUAL WORKS VOL.01〜」製作時に新規にPVが製作された。

## 収録曲
- 全作詞：谷山紀章、作曲・編曲：飯塚昌明

1. 慟哭ノ雨
2. シルエット
3. 慟哭ノ雨 (off vocal)
4. シルエット (off vocal)

## 収録アルバム
| 曲名       | アルバムタイトル                | 備考           |
| ---------- | ------------------------------- | -------------- |
| 慟哭ノ雨   | RIDE ON THE EDGE                | 1stアルバム    |
| シルエット | RIDE ON THE EDGE                | 1stアルバム    |
| シルエット | GRANRODEO B‐side Collection "W" | ベストアルバム |